# Canon de Bange de 90
Pour les articles homonymes, voir Bange et Canon de 90 mm.
Le canon de Bange de 90 mm ou canon modèle 1877 était une pièce d'artillerie du XIXe siècle, un canon en acier à chargement par la culasse.

## Conception

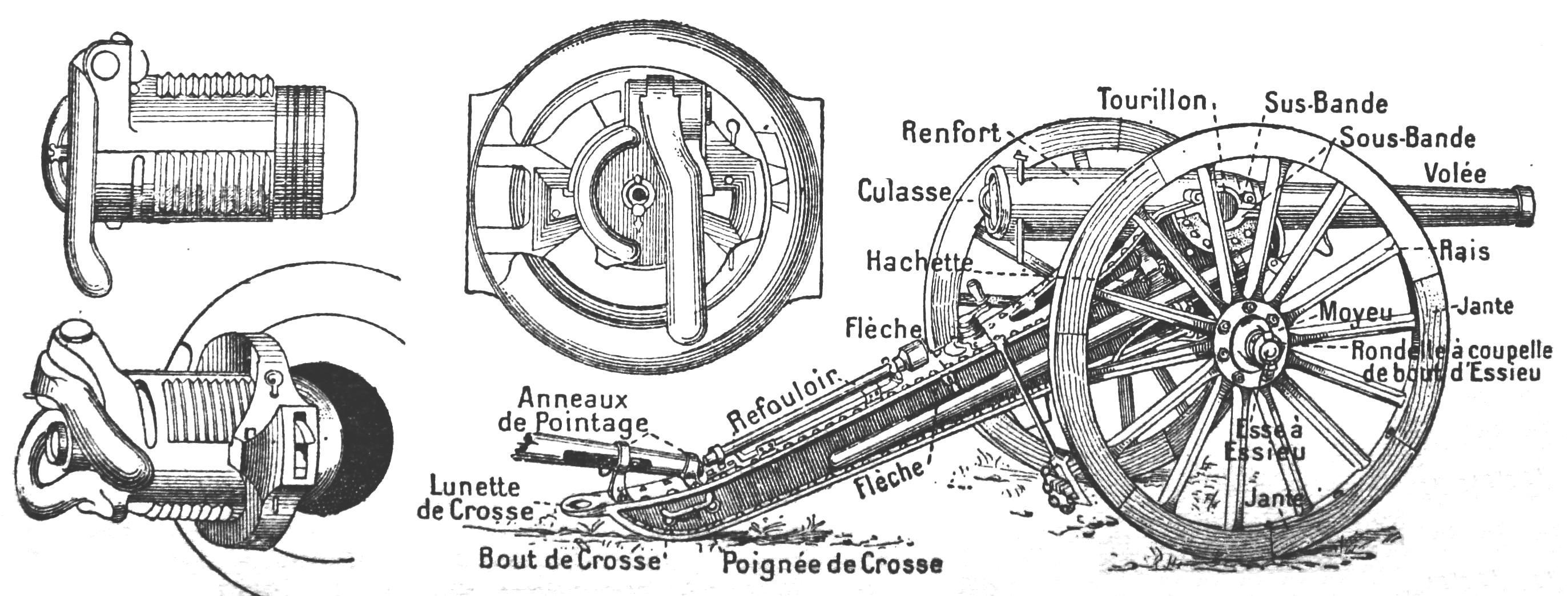
Système de Bange.

Son concepteur Charles Ragon de Bange était un polytechnicien et colonel de l'artillerie, directeur de l'atelier de précision du dépôt central de Paris.
La culasse coulissante à vis interrompue en forme de champignon était complètement étanche et son système est toujours celui qui est utilisé de nos jours, mais le recul non maitrisé empêchait un tir réellement rapide. Il fallait remettre à culée après chaque tir.
Lors de l'entrée en guerre en 1914, il est principalement utilisé par l'artillerie à pied, mais il continue d'être en usage au sein de certains régiments d'artillerie de campagne.

## Utilisation
Ce canon remplaçait le canon Reffye et le canon Lahitolle de 95 mm.
Cette arme fit partie d'un ensemble qui comprenait :
- le canon de Bange de 80 mm pour l'artillerie de montagne (1878);
- le canon de Bange de 120 mm pour l'artillerie de siège (1878);
- le canon de Bange de 155 mm pour l'artillerie de siège (1877);
- le mortier de Bange de 220 mm pour l'artillerie de siège (1880);
- le canon de Bange de 240 mm pour l'artillerie de siège et côtière (1884);
- le mortier de Bange de 270 mm pour l'artillerie de siège et côtière (1885/1889).

Ce système d'arme connut ses heures de gloires lors des guerres coloniales mais a aussi massivement servi lors de la Première Guerre mondiale ; le grand besoin de canons fit qu'ils furent utilisés sur tous les fronts.

## Galerie

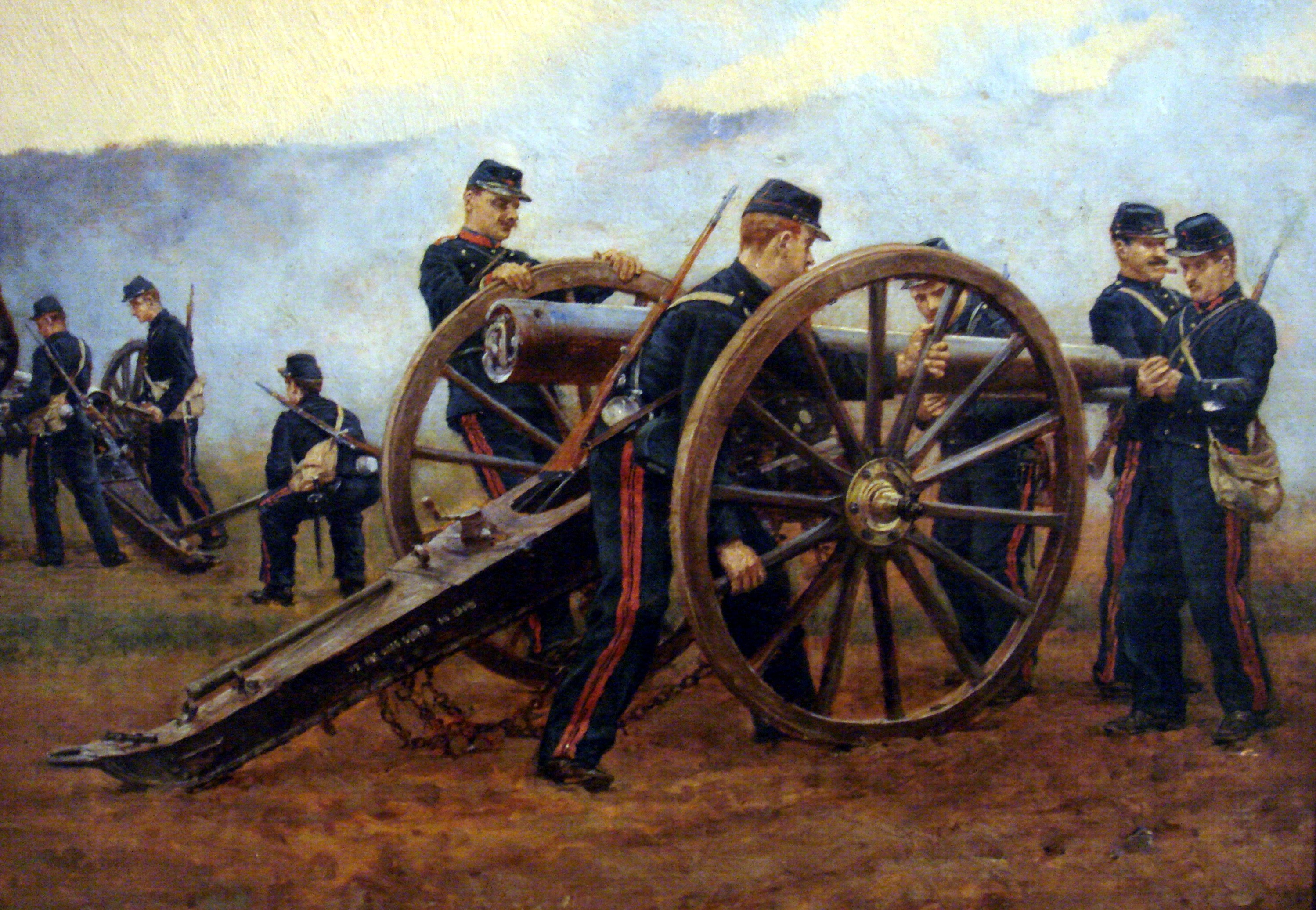
un de Bange en action (1898) peinture d'Étienne-Prosper Berne-Bellecour.
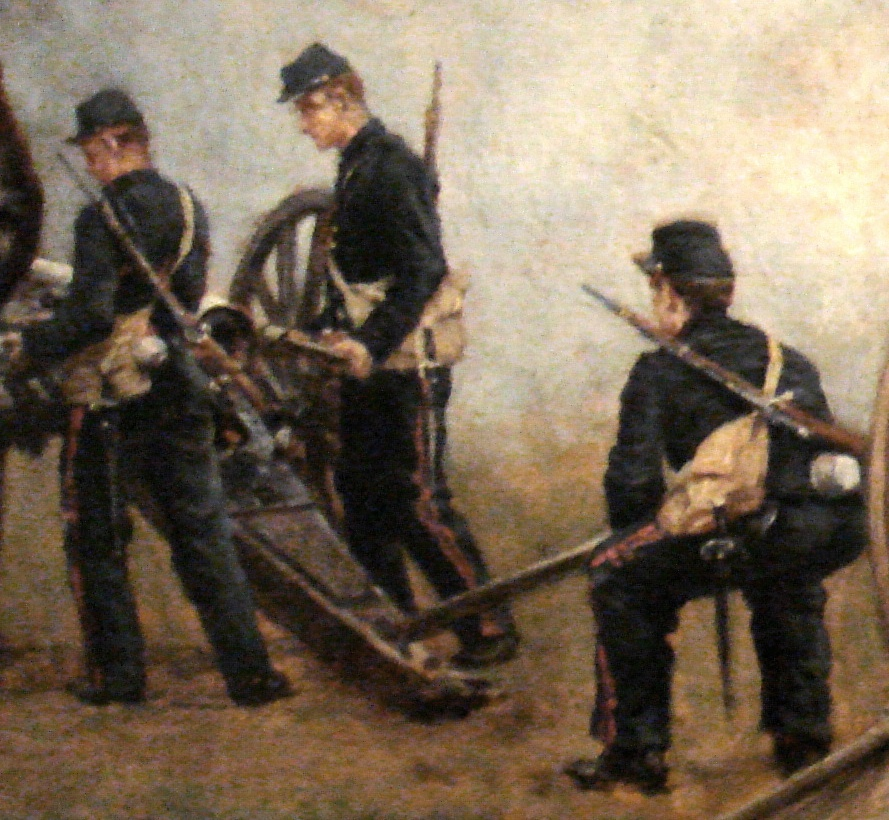
chargement d'un de Bange (1898) peinture de Étienne-Prosper Berne-Bellecour.
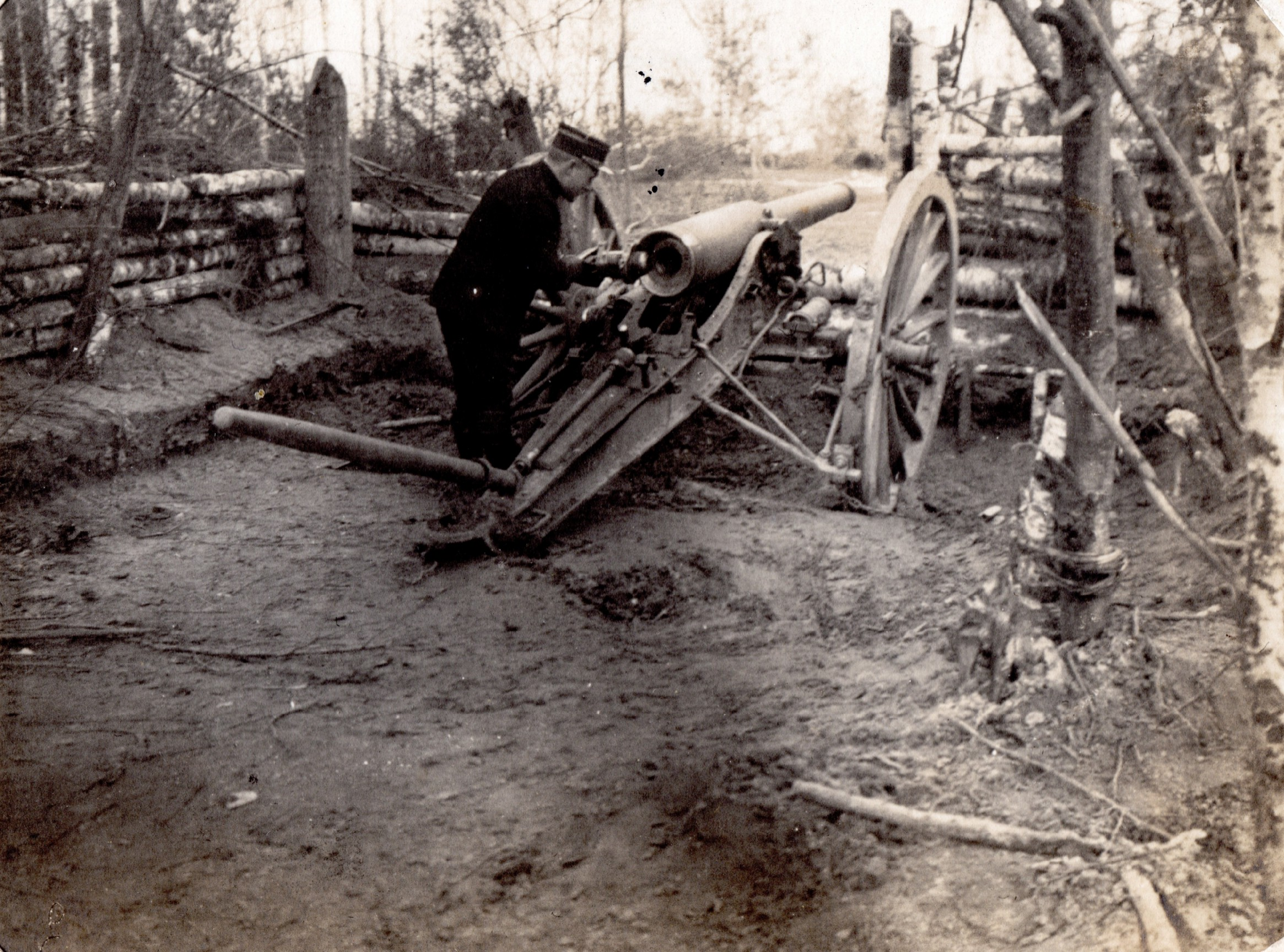
Canon de 90 de Bange du 43e RAC, Gernicourt (Aisne), janvier 1915
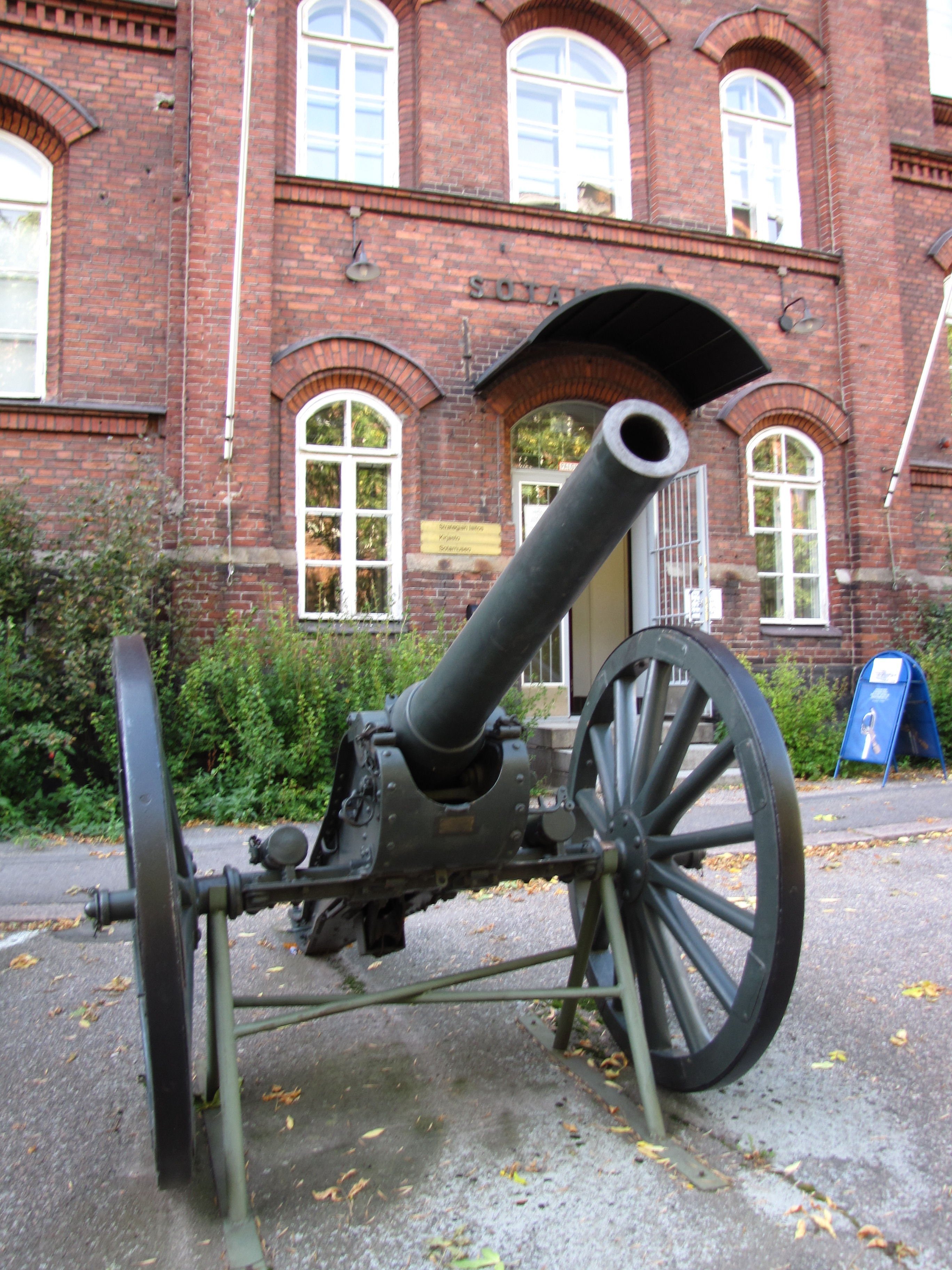
présenté devant le musée militaire de Finlande.
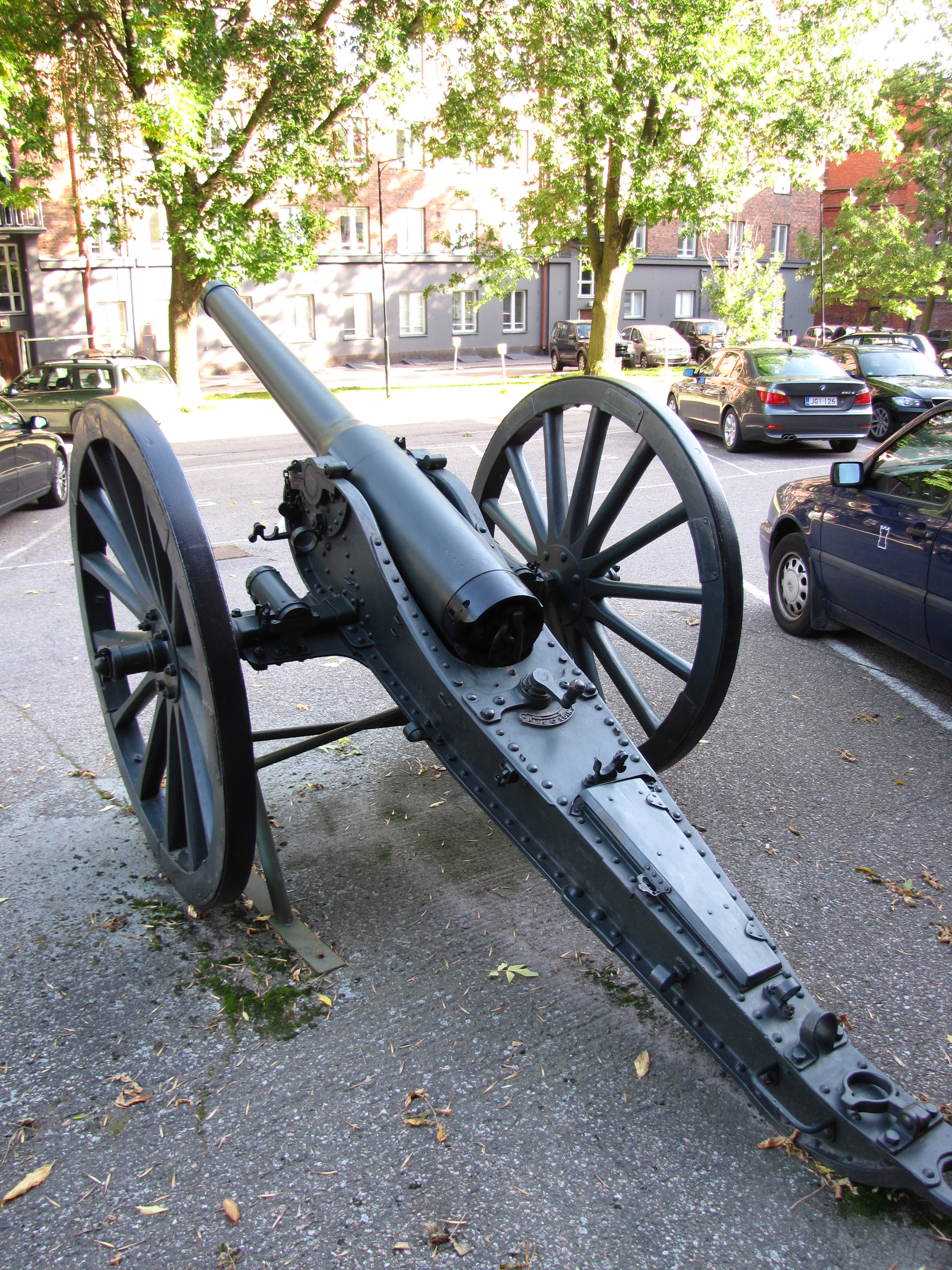
présenté devant le musée militaire de Finlande.
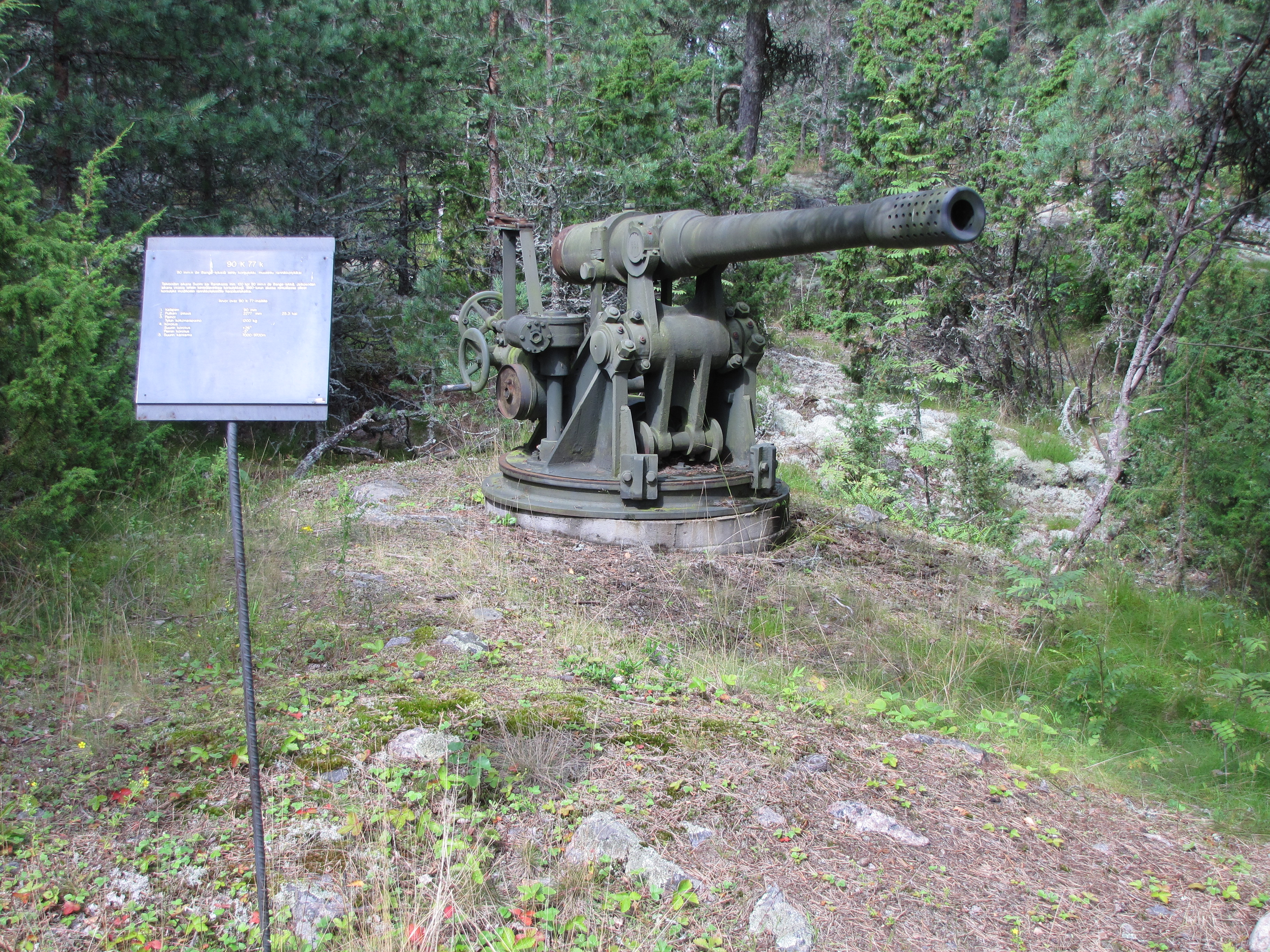
un de Bange donné aux Finlandais pour la Deuxième Guerre mondiale qui en firent un canon de forteresse.